# 심영목
심영목(? ~ ?)은 대한민국의 기초단체장이었다.

## 생애
- 1970년 6월 23일 ~ 1971년 8월 20일 제15대 강원도 화천군수[1]
- 1971년 8월 21일 ~ 1973년 8월 7일 제21대 강원도 홍천군수[2]
- 1973년 8월 4일 ~ 1974년 8월 9일 제14대 강원도 양구군수[3]
- 1974년 3월 15일 ~ 1975년 9월 2일 제15대 강원도 철원군수[4]

## 같이 보기
| - 심대평 - 심완구 - 심우영 - 심재홍 - 심상대 - 심재민 - 심재덕 - 심의조 | - 심춘택 - 심헌구 - 심재국 - 심민 - 심규언 - 심기섭 - 심경섭 - 심성택 |